# 2888 Hodgson
2888 Hodgson (1982 TO) là một tiểu hành tinh vành đai chính được phát hiện ngày 13 tháng 10 năm 1982 bởi Ted Bowell ở Flagstaff (AM).